# Мельгунівський курган
Лита Могила (Литий курган, Мельгунівський курган) — один з найдавніших курганів скіфів, царський курган другої половини 7 ст. до н. е.

## Історія
Розкопаний у вересні 1763 року поблизу с. Копані Знам'янського району Кіровоградської області. Роботи проведені за вказівкою А. Мельгунова, майбутнього генерал-губернатора Новоросійської губернії.  Додатково досліджувався В. Ястребовим у 1892 та Н. Бокій у 1990. 2019 року проведено розкопки під керівництвом Ю. Болтрика. Встановлено, що курган споруджений наприкінці VII ст. до н. е. та зазнав змін у IV ст. до н. е.
Відомості про розкопки уривчасті та суперечливі. Висота кургану близько 10,5 м. Насип складався з перепаленого ошлакованого ґрунту, в якому знайдені залишки переплавлених металів, горілих кісток, каміння, землі та глини, змішаних з вуглинами. Використання вогню було частиною поховального обряду.
У кургані знайдено ряд золотих прикрас та оздоб меча, які зберігаються в Ермітажі та Харківському історичному музеї ім. М. Ф. Сумцова (більша частина предметів з музею загинула під час бомбардування у 1941 р.). На глибині 2 м під кам'яними плитами знайдені залізний акінак з окутим золотом руків'ям та вкритими золотою платівкою дерев'яними піхвами, прикрашеною зображеннями фантастичних тварин у передньоазійському стилі, золота діадема, срібні деталі від ассирійського палацового табурету, 17 масивних золотих пластин із зображенням орла з петлями на звороті, пластинка із зображеннями мавп і птахів, бронзова застібка з голівками левів на кінцях, 40 бронзових наконечників стріл та інше. Прикраси і зброя в скіфо-урартському стилі. Речі не мали слідів вогню.

## Значення
Пам'ятка має видатне значення, оскільки це єдиний відомий на сьогодні скіфський царський курган того часу в Північному Причорномор'ї. Більшість дослідників вважають, що з розкопок саме цього кургану розпочинається історія археологічних досліджень в Україні. 2020 року завершено відновлення насипу кургану та встановлено пам'ятний знак.

## В українській символіці

Герб Кіровоградської області

Золоте зображення орла з кургану використано як головний елемент герба Кіровоградської області.